# القبال (مناخة)

تعديل مصدري - تعديل

القبال هي إحدى قرى عزلة المغارب السفلى بمديرية مناخة التابعة لمحافظة صنعاء، بلغ تعداد سكانها 195 نسمة حسب تعداد اليمن لعام 2004.